# Kylian (bier)
Kylian was een ale van de Heineken-brouwerijen. Dit bier was met zijn Ierse  achtergrond via de Franse Heineken-brouwerij op de Nederlandse markt gekomen.
Het is amberkleurig door het gebruik van Vienna-mout. Verder is er gebruikgemaakt van een uitgekiende moutmelange en fijne hop. Het bier is van hoge gisting en heeft een zoetige smaak. Kylian is uitgebracht in 1993 en bevat 6,5% alcohol. In 1999 is Heineken gestopt met de productie.
De aanbevolen drinktemperatuur is  8-10 °C. 
Ingrediënten: 
- Water
- Gerstemout
- Hop